# Turulla
Fort Monte Turulla bila je topnička bitnica koja se smjestila na Štnjanskom brežuljku Monte Turulla / Monte Torulu / Monte Turulu iznad Hidrobaze u Štinjanu blizu Pule.
Bila je jedna od najmanjih tvrđava u Puli i okolici te je bila opremljena s pet topova. Na tom je području bila dio vojnog kompleksa, a građena je od kamena i betona. Srušena je 1915. godine radi izgradnje drugih važnijih vojnih objekata na ovom području, a bila je izgrađena 1859. godine i ojačana 1870. Bila je šesterokutnog oblika, i imala je jedan kat, dva izlaza na krov i bila okružena rovom nalik na velebnu utvrdu.